# Mima
Mima (jap. 美馬市 Mima-shi) – miasto w Japonii, na wyspie Sikoku (Shikoku), w prefekturze Tokushima.
Miasto powstało 1 kwietnia 2005 roku poprzez przyłączenie do wcześniejszych granic miasteczka Mima miejscowości Anabuki i Waki oraz wioski Koyadaira (z powiatu Mima).

## Populacja
Zmiany w populacji terenu miasta w latach 1970–2015:
| Rok  | Populacja |
| ---- | --------- |
| 1970 | 44 798    |
| 1975 | 42 590    |
| 1980 | 41 642    |
| 1985 | 40 689    |
| 1990 | 39 159    |
| 1995 | 38 202    |
| 2000 | 36 632    |
| 2005 | 34 565    |
| 2010 | 32 484    |
| 2015 | 30 530    |